# Amblygaster sirm
Amblygaster sirm är en fiskart som först beskrevs av Johann Julius Walbaum 1792.  Amblygaster sirm ingår i släktet Amblygaster och familjen sillfiskar. Inga underarter finns listade i Catalogue of Life.